# Acacia dolicocephala
Acacia dolicocephala é uma espécie de leguminosa do gênero Acacia, pertencente à família Fabaceae.